# バスケットボール女子モザンビーク代表
バスケットボール女子モザンビーク代表(バスケットボールじょしモザンビークだいひょう、Mozambique national basketball team)は、モザンビークより国際大会に派遣される女子バスケットボールナショナルチームである。

## 主な国際大会成績
- 夏季オリンピック
  - 出場なし
- ワールドカップ
  - 2014年 ー 15位
- アフロバスケット
  - 2位：(1986, 2003, 2013)